# Troy Niklas
Troy Niklas (Fullerton, 18 settembre 1992) è un giocatore di football americano statunitense che gioca nel ruolo di tight end per gli Arizona Cardinals della National Football League (NFL). Fu scelto nel corso del secondo giro (52º assoluto) del Draft NFL 2014. Al college ha giocato a football all'Università di Notre Dame.

## Carriera professionistica

### Arizona Cardinals
Niklas fu scelto nel corso del secondo giro del Draft 2014 dagli Arizona Cardinals. Debuttò come professionista subentrando nel Monday Night Football della settimana 1 vinto contro i San Diego Chargers. La sua prima stagione si chiuse con 3 ricezioni per 38 yard in sette presenze, di cui due come titolare.

## Statistiche
| Partite totali      | 7  |
| Partite da titolare | 2  |
| Ricezioni           | 3  |
| Yard ricevute       | 38 |
| Touchdown           | 0  |

Statistiche aggiornate alla stagione 2014